# Savnik
Savnik (szlovákul Spišský Štiavnik, németül Schawnik, Schafing) egy falu Szlovákiában, az Eperjesi kerület Poprádi járásában.

## Fekvése
A Hernád partján fekszik, Poprádtól 9 km-re délkeletre.

## Élővilága

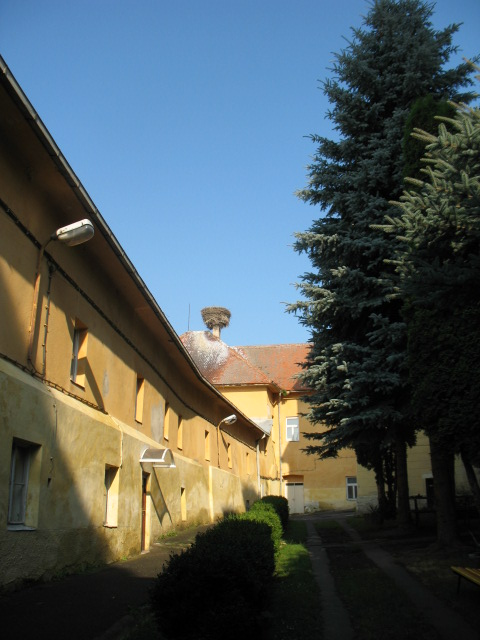
2007
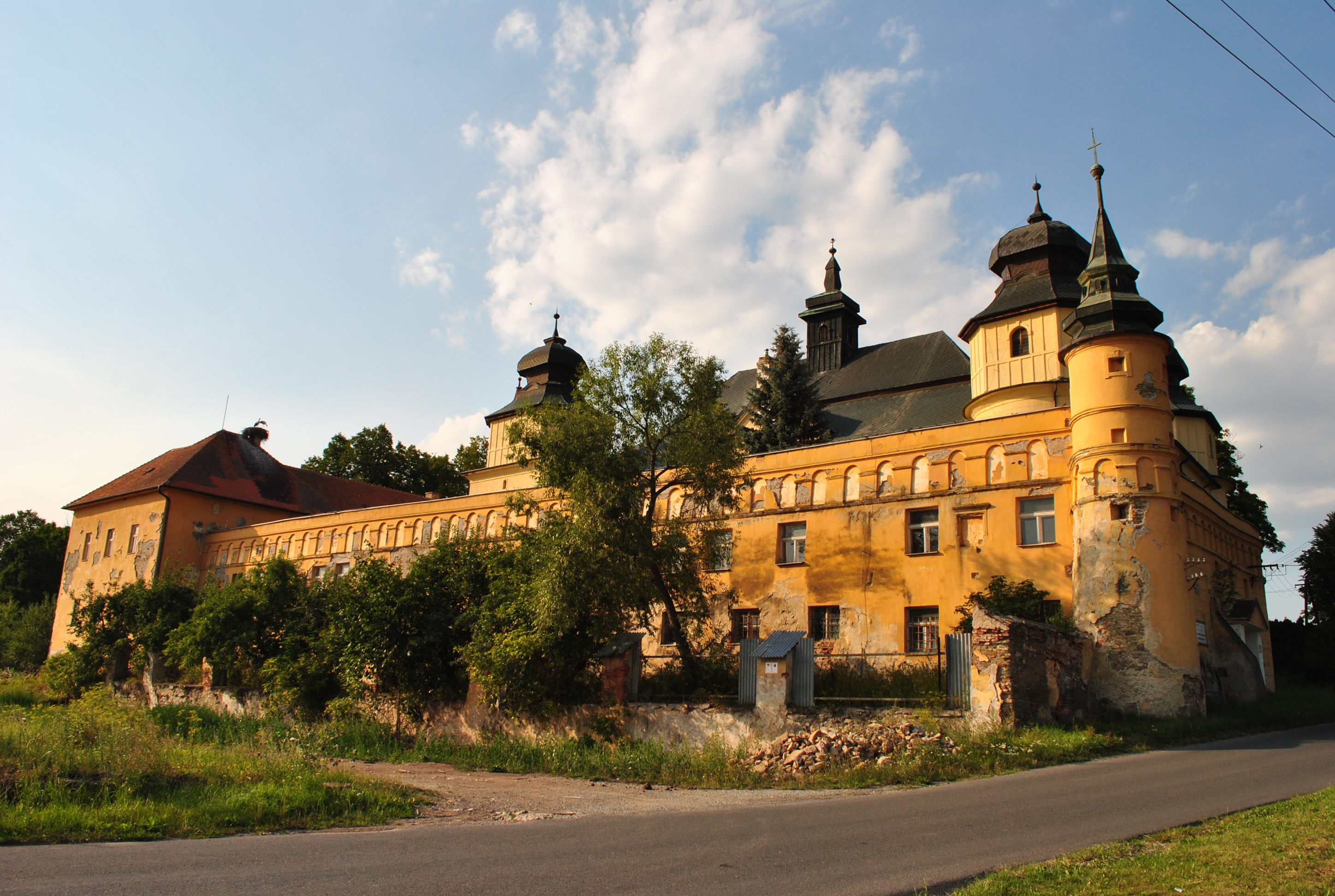
2015

A kastélyban régóta fészkeltek gólyák, de 2017 óta nincs adat költésről.

## Nevének eredete
Neve a szláv ščavník (= sóska) főnévből ered; sóskával benőtt helyet jelöl.

## Története
Területén már a 10. században bencés kolostor állott, a település e körül alakult ki. 1223-ban a bencések után ciszterciek érkeztek, akik a falu mellett felépítették apátságukat. Először 1246-ben említi oklevél „Scinik” alakban. 1265-ben „Schewnik”, 1294-ben „Sceunuk”, 1347-ben „Cheunyk”, 1425-ben „Chonyk” alakban említik a korabeli források. A falu gyorsan fejlődött, malom és halastavak épültek. 1528-ban már állt többtornyos várkastélya a Hernád bal partján, melyet ekkor Serédy Gáspár égetett fel. Az apátságot 1530-ban Basó Máté, a hírhedt murányi rablólovag fosztotta ki. A falu 1539-ben Lasky Menyhérté, majd rövid ideig a Thurzóké, később Rueber Jánosé. 1579 és 1674 között a Thökölyek az urai. 1673-ban a kastélytól egy mérföldre egy másik udvarházat is említenek. 1674 és 1773 között a jezsuiták a birtokosai, majd 1776-tól a szepesi püspökségé. 1787-ben 111 házában 736 lakos élt. 1828-ban 129 háza volt 934 lakossal, akik főként mezőgazdasággal foglalkoztak.
Fényes Elek 1851-ben kiadott geográfiai szótárában így ír a faluról: „Schavnik, tót falu, Szepes vmegyében, a Hernád mellett: 934 kath. lak., kath. parochiával, jó szántóföldekkel, derék erdővel, a faluhoz 1/4 órányira fekszik Schavnik vára, 95 kath. lak. F. u. a szepesi püspök, s a helység feje egy uradalomnak. Lőcséhez 4 óra.”
A település mai arculata az 1906. évi nagy tűzvész után alakult ki. A trianoni diktátumig Szepes vármegye Szepesszombati járásához tartozott.

## Népessége
| Év:            | 1994. | 2004.    | 2014.    | 2024.   |
| -------------- | ----- | -------- | -------- | ------- |
| Emberek száma: | 1863  | 2142     | 2756     | 2826    |
| Eltérés:       |       | +14,97 % | +28,66 % | +2,53 % |

| Év:            | 2023. | 2024.   |
| -------------- | ----- | ------- |
| Emberek száma: | 2761  | 2826    |
| Eltérés:       |       | +2,35 % |

1910-ben 903-an, többségében szlovák anyanyelvűek lakták, jelentős magyar kisebbséggel.
2011-ben 2648 lakosából 2284 szlovák volt.
2021-ben 2698 lakosából 30 (+36) cigány, (+2) ruszin, 2363 (+17) szlovák, 7 egyéb és 298 ismeretlen nemzetiségű volt.

## Neves személyek
- Itt született 1869-ben Ján Vencko pap, történész.
- Itt született 1902-ben Medveczky Jenő Munkácsy Mihály-díjas festő (1969), grafikus.
- Itt hunyt el 1806-ban Révay János Antal szepesi püspök, valóságos belső titkos tanácsos, Turócz vármegye örökös főispánja.
- Itt hunyt el 1870-ben Zábojszky László teológiai doktor, szepesi püspök.
- Itt tanított Akai János jezsuita pap, tanár.

## Nevezetességei
- Várkastélyát valószínűleg a Thurzók építtették, 1619-ben Thököly István újjáépítette. 1695-ben rossz állapotban volt, de a 19. században kétszer is átépítették. Mai formáját az 1925-ös tűzvész utáni bővítéssel és átalakítással kapta. Egykor szepesi püspökök nyaralója volt, amely ma is áll.
- Szűz Máriának szentelt római katolikus temploma a 14. században épült gótikus stílusban, a 18. században barokk stílusban építették át.